# Gonomyia platymerina
Gonomyia platymerina är en tvåvingeart som beskrevs av Alexander 1944. Gonomyia platymerina ingår i släktet Gonomyia och familjen småharkrankar.
Artens utbredningsområde är Ecuador. Inga underarter finns listade i Catalogue of Life.